# Marcillada rubricosa
Marcillada rubricosa là một loài bướm đêm trong họ Noctuidae.